# Mattaincourt
Mattaincourt település Franciaországban, Vosges megyében. Lakosainak száma 801 fő (2022. január 1.). Mattaincourt Bazoilles-et-Ménil, Domèvre-sous-Montfort, Hymont, Mirecourt, Velotte-et-Tatignécourt és Vroville községekkel határos.

## Népesség
A település népességének változása:
| Lakosok száma | 871  | 850  | 854  | 821  | 815  | 806  | 799  | 800  | 801  |
|               | 2013 | 2015 | 2016 | 2017 | 2018 | 2019 | 2020 | 2021 | 2022 |